# NGC 4360
NGC 4360 (również PGC 40363 lub UGC 7484) – galaktyka eliptyczna (E), znajdująca się w gwiazdozbiorze Panny. Odkrył ją w 1877 roku Wilhelm Tempel. Jest to najjaśniejsza galaktyka klastra.